# پروانه عرب لکه‌آبی
پروانه عرب لکه‌آبی (نام علمی: Colotis phisadia) نام یک گونه از سرده پروانه‌های عرب است.
این پروانه در مناطق گرمسیری آفریقا تا عربستان، اردن و فلسطین، ایران، افغانستان، پاکستان و هند زندگی می‌کند. پراکندگی آن در ایران در استان‌های هرمزگان و بوشهر است.

## ویژگی‌ها
در جنس نر طول بال جلو ۱۶ الی ۲۲ میلیمتر؛ روی بالها زمینهٔ سفید، در بال جلو صورتی مایل به نارنجی، تقریباً همرنگ گونهٔ C.amata. حاشیهٔ پیشین و خارجی سیاه و پهن، رأس دارای تعدادی خال‌های روشن به رنگ زمینه؛ خال انتهای حجره بزرگ و سیاه، نیمهٔ قاعده‌ای حاشیهٔ پیشین و قاعدهٔ بال با غبار خاکستری تیره که گاهی تا خال انتهای حجره نیز امتداد یافته.
پرواز: یک نسل در سال، از فروردین ماه به بعد، به ندرت نسل دومی نیز در پایان تابستان دیده می‌شود؛ ارتفاعات پست و میانی در مناطق بیابانی و نیمه بیابانی، شنزارها، دامنه‌های سنگلاخ و گرم با بوته‌ها و درختچه‌های پراکنده.
گیاه میزبان لارو آن Salvadora persica است.